# GP2X
La GP2X est une console de jeux vidéo portable utilisant le système d'exploitation Linux, sortie en novembre 2005, et permettant de lire des vidéos, de la musique, des photos, des documents et des jeux. L'architecture ouverte de la console permet à tout un chacun de lui développer des logiciels. Le firmware flashable offre la possibilité de faire des mises à jour (nouveaux formats de média, fonctionnalités, système d'exploitation, etc.).
La GP2X supporte nativement les codecs et formats tels que les DivX, XviD, MP3 et Ogg Vorbis. De plus, comme le lecteur multimédia est basé sur le lecteur multimédia open-source MPlayer, il est possible d'ajouter des formats non-supportés officiellement. La GP2X est capable d'émuler les jeux de nombreuses consoles, entre autres les consoles NES, Master System, PC Engine, SNES, Game Boy, Mega Drive, Neo-Geo AES, Neo Geo CD, MAME et même PlayStation. Des classiques tels que Doom, Doom II: Hell on Earth, Quake, Quake II et Duke Nukem 3D ont également été portés sur GP2X. À côté des émulateurs et de ports de classiques, il existe également de nombreux jeux originaux.
En octobre 2006, soit onze mois après la sortie de la machine, environ 30 000 exemplaires de GP2X ont été vendus.
Le dernier modèle, la GP2X F-200, sortie en octobre 2007, est doté d'un écran tactile, de touches directionnelles à la place du stick directionnel, d'une interface plus rapide, et d'un système d'exploitation multitâche (il est alors possible d'écouter de la musique tout en visionnant des photos, par exemple).
Le 1er mai 2009, la GP2X Wiz a succédé à la GP2X.

## Histoire
Plusieurs années après la sortie de sa GP32, Game Park, la société coréenne, commence la conception de sa nouvelle console. Un désaccord interne à la société au sujet de la direction de ce système incite beaucoup de membres de l'équipe (incluant la majorité des ingénieurs) à démissionner et à créer leur propre société, GamePark Holdings (GPH) pour créer, produire et distribuer une console portable baptisée GP2X. En parallèle, Game Park a développé un système 3D similaire à la PlayStation Portable, appelé XGP. Mais elle ne sortira jamais.
Le nom initialement prévu était « GPX2 », mais Gamepark Holdings risquait de s'exposer à un procès pour violation de marque déposée étant donné que ce nom pouvait être considéré comme trop similaire à la marque déposée « GPX » appartenant à une société d'imprimantes japonaise. Un concours pour trouver un nouveau nom fut donc annoncé le 3 août 2005. Quelque 1500 noms furent soumis dans la période du 3 au 15 août 2005 mais des problèmes de marques déposées ont retardé l'enregistrement des 15 noms sélectionnés. Gamepark Holdings a décidé par la suite d'appeler sa console « GP2X » en raison de l'identification de la marque mais aussi parce que celle-ci était disponible en tant que marque déposée.

## Logiciel
Un kit de développement (SDK) est disponible et les utilisateurs sont libres de développer leurs propres programmes.  La principale composante du SDK est l'utilisation de la bibliothèque Simple DirectMedia Layer (SDL) qui permet un accès facile au matériel graphique. Étant donné que le système utilise Linux, il est plus facile de porter des programmes sur la GP2X que ça ne l'était sur la GP32. Par exemple, le 1er septembre 2005, Gamepark Holdings a porté un émulateur Gameboy Color vers la GP2X en moins de 30 minutes.

## Gestion des droits numériques (DRM)
Il y a eu des discussions quant à l'inclusion de DRM (Digital Rights Management) dans la GP2X. Cependant, Gamepark Holdings a confirmé que les DRM ne seront utilisés que pour garantir la sécurité des jeux commerciaux développés pour le système. Les DRM ne seront pas utilisés pour restreindre ce que l'utilisateur peut charger sur son système (vidéo, musique, ou développement logiciel), d'autant plus que la quasi-totalité de la partie logicielle intégrée de la GP2X est open-source.

## Support media
Vidéos
- Fichier vidéo : Divx 3/4/5/6, XviD, MPEG-4 et conteneur AVI ou OGM.
- Définition : Max. 720×480 (réduction par matériel pour être remis à la taille de l'écran TFT de la GP2x, ou en pleine résolution sur la sortie TV).
- Frame Rate: Max 30 frame/s
- Max. Bit Rate : Vidéo : 2500 kbit/s, Audio : 384 kbit/s
- Sous-titres : SMI et SRT
- Durée de vie des piles : ~4 heures en mode vidéo (2 × AA 2200mAh, donnée constructeur) et ~4 heures en mode jeu (donnée constructeur) plus avec les derniers firmware (dernier en date : version 4.1.0). Variable suivant le mode de lecture choisi dans le lecteur.

Audio
- Formats audio : MP3, Ogg.
- Frequency Range : 20 Hz-20 kHz
- Power output : 100 mA
- Sample Resolution/Rate : 16bit/8-48 kHz
- Equaliseur : incluant 11 présélections (exemples : "Normal", "Classic", "Rock", "Jazz", "Pop"…)
- Durée de vie des piles : ~6 heures (2 x pile AA 2200mAh donnée constructeur)

Support tiers
Par l'utilisation d'un portage du lecteur FFPLAY, basé sur la bibliothèque FFMpeg, ou d'un portage de mplayer (version Linux), il est possible de lire une impressionnante variété de formats, tel que le (liste non complète) :
- Vidéo : Vidéos: MPEG 1&2, MPEG-4 (Divx4/5 et Xvid), MSMPEG4 V1;V2;V3, WMV7,8 et 9, H.261, H.263(+), H.264, RealVideo 1.0 et 2.0, flv (…)
- Audio : WMA V1 et V2, MP2, MP3, AC3, flac (…)
- Conteneurs : .MPEG, *.dvb, *.vob, *.avi, *.mkv, *.mka, *.asf, *.wav, *.flv, *.RA, *.rmv, *.AC3, *.qt, *.str, *.roq, *.mve, *.wc3, *.cpk, *.VQA, *.AUD, *.cin, *.fli, *.flc, *.VMD, *.sol, *.WVE, *.UV2, *.NSV, *.AAC, *.VOC

Le support de ces formats reste dans certains cas lent.

## Caractéristiques techniques
Processeur
- un processeur central, le ARM 920T à 200 MHz.
- un processeur ARM 940T à 200 MHz (Utilisé depuis peu par les programmeurs pour la gestion d'opengl ou du son par exemple).
- un coprocesseur intégré dans le MMSP2 dédié au décodage matériel des formats compressés (divx 3,4,5 et xvid) et jpeg.

Chipset
MMSP2
Mémoire
- 64 Mo de mémoire NAND Flash Interne
- RAM : SDRAM 64 MB

Dimension
- GP2X F100 : 143,6 mm * 82,9 mm * 34 mm
- GP2X F200 : 143,6 mm * 82,9 mm * 29,6 mm

Poids
161 Grammes (sans batterie)
Connectiques
- Fonctionne avec des cartes SD (supporte SDIO).
- Fonctionne avec des cartes MMC.
- Fonctionne avec usb 2.0

Système d'exploitation
GNU/Linux Kernel 2.4.25
Alimentation
- 2 piles AA
- fiche d’alimentation de 3,3 volts

Écran, résolution
- 3.5" TFT LCD (Hardware : 16.7 Million Colors / Software: 260,000 Colors)

Définition : 320×240 (QVGA)
Port d'extensions
- La gp2x dispose d'une sortie TV (câble GP2X→SVHS en option)
- Il est également possible de brancher sur ce port un câble série (JTAG).
- Il existe aussi une base, nommée "Cradle", qui ajoute 4 ports USB, une sortie SVHS, un port RS232 et une sortie audio stéréo grâce à son port JTAG.

Autres
- Support du Mass storage (Disque dur USB ou clé USB…) et USB-HID (clavier USB, souris USB, manettes USB…) par câble USB ou Boîtier à connectique.
- Il est possible d'installer des thèmes téléchargés. Voir quelques exemples.